# Isla Chaigneau
Die Isla Chaigneau (spanisch; in Argentinien Isla Zuloaga) ist eine 2 km lange und bis zu 723 m hohe Insel vor der Foyn-Küste des Grahamlands im Norden der Antarktischen Halbinsel. Sie liegt 8 km nordwestlich des Kap Casey im Cabinet Inlet.
Chilenische Wissenschaftler benannten sie nach Federico Chaigneau, der zur Mannschaft der 25. Chilenischen Antarktisexpedition (1970–1971) gehört hatte. Der Hintergrund der argentinischen Benennung ist nicht überliefert.